# Belogorsk
Pour la ville de Crimée nommée Belogorsk en russe et Bilohirsk en ukrainien, voir Belogorsk (Crimée).
Belogorsk (en russe : Белогорск) est une ville de l'oblast de l'Amour, en Russie. Sa population s'élevait à 65 809 habitants en 2019.

## Géographie
Belogorsk est arrosée par la rivière Tom, un affluent de la Zeïa, et se trouve à 98 km au nord-est de Blagovechtchensk, à 546 km au nord-ouest de Khabarovsk et à 5 620 km à l'est de Moscou.

## Histoire
Belogorsk a été fondée en 1860 sous le nom d'Alexandrovskoïe (Александровское). L'ouverture du chemin de fer Transsibérien en 1913 qui entraina la création d'une gare se traduisit par une forte croissance. En 1926, la localité acquit le statut de ville et fut renommée Alexandrovsk-na-Tomi (Александровск-на-Томи). Puis elle fut successivement rebaptisée Krassopartisansk (1931), Kouïbychevka-Vostotchnaïa (1935) et enfin Belogorsk en 1957.

## Population
Au recensement de 1989, la nationalité des habitants était la suivante : 89,7 % de Russes, 6,1 % d'Ukrainiens, 1,2 % de Biélorusses et 0,6 % de Tatars. Après avoir diminué pendant une dizaine d'années, comme dans une grande partie de l'Extrême-Orient russe, la population de Belogorsk connaît une timide reprise.
Recensements (*) ou estimations de la population
| 1939*  | 1959*  | 1970*  | 1979*  | 1989*  | 2002*  | 2010*  | 2012   |
| ------ | ------ | ------ | ------ | ------ | ------ | ------ | ------ |
| 33 697 | 48 831 | 56 877 | 63 358 | 73 435 | 67 422 | 68 249 | 67 912 |

| 2013   | 2014   | 2015   | 2016   | 2017   | 2018   | 2019   | 2020 |
| ------ | ------ | ------ | ------ | ------ | ------ | ------ | ---- |
| 67 991 | 67 572 | 67 216 | 66 832 | 66 445 | 66 183 | 65 809 | -    |

## Économie
Les principaux pôles d'activité sont constituées par les industries agroalimentaire et du bois.

### Jumelage
- Anseong —  Corée du Sud (depuis 2003)
- Siping —  Chine (depuis 2005)
- Suihua —  Chine (depuis 2009)

## Personnalité née à Belogorsk
- Svetlana Klyuka (1978), athlète russe.
- Viktor Netchaïev (1955), joueur professionnel de hockey sur glace russe.
- Valery Priomykhov (1943-2000), acteur, scénariste et réalisateur russe.